# Русалка
Руса́лка — міфологічний жіночий образ у багатьох слов'янських народів, що може поставати як водяне божество; потопельниця чи мрець взагалі; іноді характеризується як німфа. Зазвичай це духи померлих, як правило — жіночої статі. Вигляд русалки переважно людиноподібний, різниться від прекрасного до потворного, часом з додаванням невластивих людині, навіть тваринних рис. Спорідненими з русалками вважаються ма́вки.
В образі русалок переплелись риси духів родючості (польові русалки), води (річкові русалки) та уявлення про «нечистих» покійників. Русалки й берегині в праукраїнському язичництві опікувалися родючістю поля. Центром локалізації культу русалки в Україні вважається Полісся.
Популярний сучасний образ русалки як дівчини з риб'ячим хвостом відповідає істотам західноєвропейської міфології — ундинам і морським дівам, і походить з художньої літератури.

## Етимологія
Слово «русалка», попри співзвучність, не пов'язане за походженням зі словами «Русь» чи «русий». Напевне, воно утворене від слова «русалії» (дав.-рус. роусалии) — східнослов'янського язичницького свята, що відбувалося навесні. До східнослов'янських діалектів назва свята потрапила ще у праслов'янську добу: через сер.-грец. ρουσάλια («Трійця») від лат. rosalia, rosaria. У Стародавньому Римі язичницькі святкування розалії були святом поминання померлих, одним з атрибутів якого слугували вінки з троянд (лат. rosae). Інша назва цих святкувань — «дні троянди» (dies rosae).
У західнослов'янських мовах відповідні слова (пол. rusałka, чеськ. і словац. rusalka) є запозиченнями зі східнослов'янських.

## Образ русалки

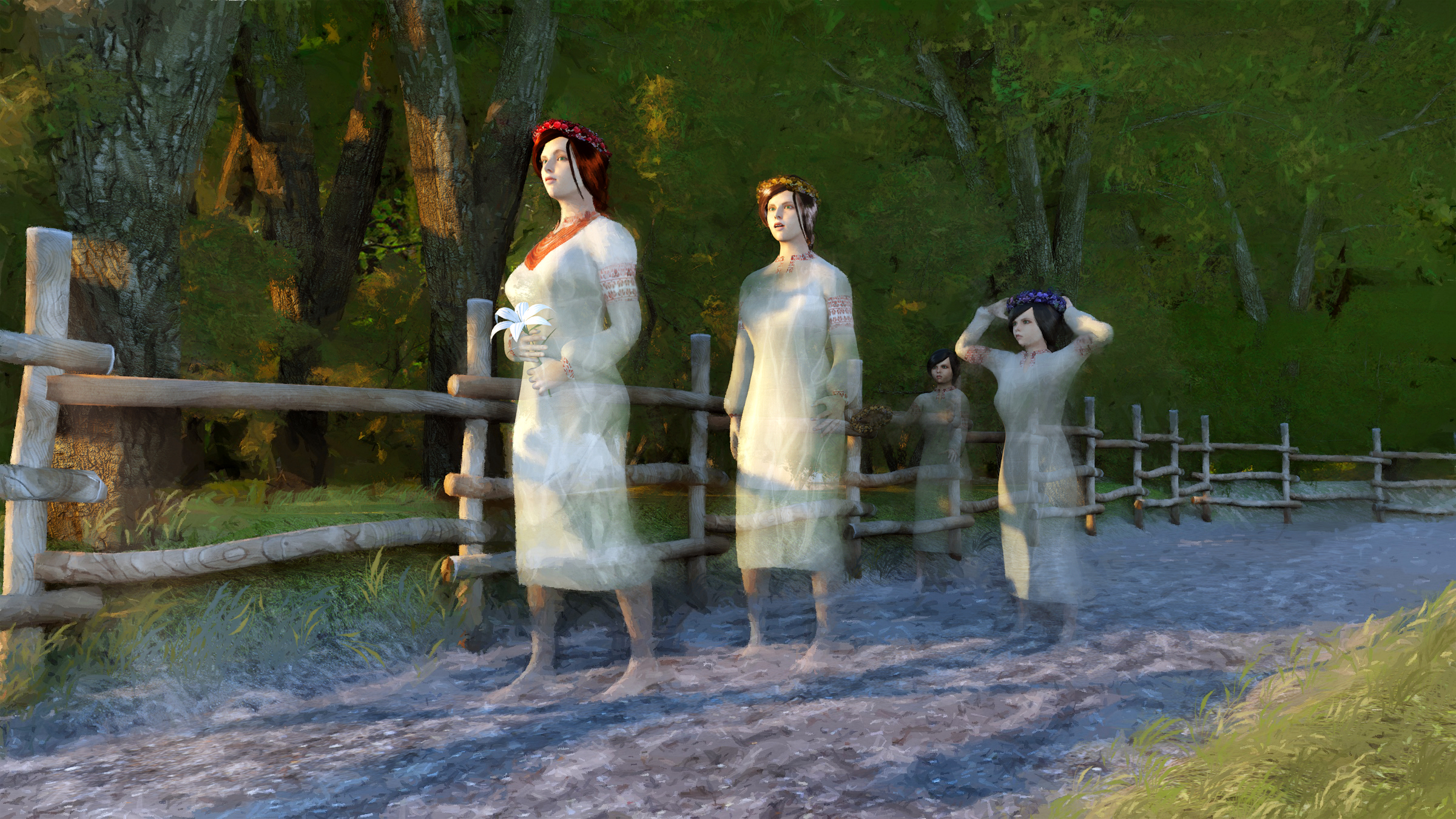
Русалки, як вони постають в українських віруваннях

### Міфологічний образ
Русалка є одним з найбільш полісемантичних образів слов'янської міфології, існують суттєво різні уявлення про її вигляд, походження, здібності та стосунок до людини. Загалом це духи померлих жінок і дівчат, які з'являються влітку в полях, лісах, біля річок. В переказах поставали як тіні людей, які видно лише здалеку, ходять голі або не відрізняються зовні від звичайних людей. Часом додавалися незвичайний колір шкіри — блакитний, синій чи темний. В деяких повір'ях русалка може набути подоби тварини — щура, жаби, птаха, корови тощо. Русалки не лишають за собою слідів. Залежно від місцевості, вони розглядалися як померлі на Троєцькому тижні, померлі нехрещеними діти, померлі до весілля засватані дівчата, утоплениці. Іноді умовами перетворення на русалку слугували народження, одруження чи смерть на Трійцю. Вважалося, взимку русалки живуть у воді, а навесні та влітку в полях і лісах. За християнськими повір'ями, в потойбічному світі їм темно і немає спокою, лише на Русальний тиждень Бог дозволяє їм вийти у світ живих.
У народних віруваннях українців русалки постають істотами не лише жіночої статі та різного віку. Часом русалками вважалися всі померлі, асоціюючись із «дідами» — духами предків, для котрих перед Трійцею влаштовували поминальну вечерю. Тому якщо русалки з'являлися в людській подобі, то описувалися одягненими в те, у чому були поховані. Зустрічі з русалками зазвичай спонтанні, вони виникають перед людиною без попередження, нерідко йдучи «ланцюжком»: спершу — старі, потім — молодші й зовсім маленькі. Нерідко згадувалося про зустрічі з «навським весіллям», коли поряд з русалками звучить музика, що лунає невідомо звідки. Вони сміються, регочуть, плещуть у долоні, охкають. Передбачалося, що русалки можуть спілкуватися зі своїми живими родичами, в переказах вони часто дають перестороги, причому у римованій формі. Місцями існували вірування, що русалки можуть задавати загадки і залоскочують до смерті того, хто не зможе дати правильної відповіді. Подекуди ототожнювалися з янголами, уявлялися одягненими в біле, або навпаки — як нечиста сила. Так, на Поліссі русалок зближували з відьмами, вони начебто лякають людей, псують посіви і шкодять худобі. За білоруськими повір'ями, якщо спіймати русалку, вона рік служитиме й виконуватиме різну роботу. Оберегами від цих істот вважалися трави й гілки, зібрані на Троєцькому тижні. Також захиститися від русалок можна було хрестиком, або вколовши її. На відміну від інших подібних істот, зустріч з русалкою в українців зазвичай все ж вважалася доброю ознакою чи свідчила про високі моральні якості людини, безгрішність. Тому здатність бачити русалок приписувалася малим дітям, «достойним» людям.
В російській міфології образ русалки більш негативний. Ці істоти збиткуються з людей, кидають у них каміння, лоскочуть до смерті, зваблюють хлопців і топлять їх, не дають вночі брати воду з річки. Зазвичай ходять голі та кривляються, хто побачить їх — сам перейме таку поведінку. Російські русалки часто сидять на березі, розчісуючи волосся гребенем. Якщо хтось забере гребінь, русалка переслідуватиме його ночами, вимагаючи повернути, поки гребінь не кинути в воду. Захистом від русалок начебто є молитва і лайливі слова. За псевдобіблійною російською версією, русалки, окрім утоплениць, — це люди, що жили в якійсь країні, де знущалися з християн. Бог сказав їм кинути у воду палицю, щоб вона розступилася і виник шлях для втечі, але застеріг не обертатися. Ті не послухалися і лишилися у воді. З цим переказом пов'язуються та уявлення про фараонок або берегинь — напівлюдей-напівриб, відомих жителям Російської Півночі й Північного Заходу.
Основними місцями, де можна зустріти русалок, вважалися посіви жита, на Поліссі — ліс, береги річок, кладовища. Вважалося, вони не можуть переходити дорогу або межі полів, не здатні перетнути водний потік. Часом з'яви русалок, як переважно вважалося, є Русальний тиждень.
За народними поясненнями, русалок більше не видно, бо їх заклято, або люди втратили здатність їх бачити через занепад духовності, чи тому, що русалки бояться техніки.

### Сучасний образ

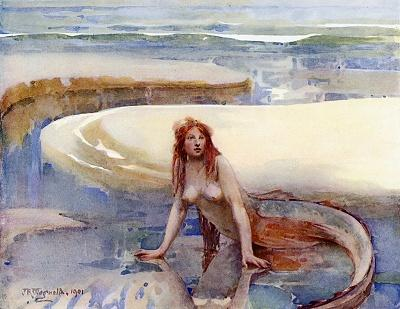
Сучасний образ русалки — морської діви. Малюнок Джона Вегуеліна (1901)

Істоти, що називаються в сучасній масовій культурі слов'янських народів русалками, зазвичай відповідають не власне русалкам, а водяним створінням західноєвропейської міфології — ундинам та морським дівам. Саме їм притаманний популярний образ дівчини з риб'ячим хвостом. Письменниками Російської імперії XIX—XX століть, а саме Миколою Гумільовим і Василем Жуковським, риси русалок і ундин було поєднано та зображено у творах, де ці водяні істоти в жіночій подобі страждають від кохання до людського чоловіка та йдуть на самопожертву заради життя з ним на суші. Також на формування образу морської діви як істоти, що страждає від нерозділеного кохання, значно вплинула казка Андерсена «Den Lille Havfrue» («Маленька морська пані»), відома в перекладах як «Русалонька».

## Русалки в обрядовості
У понеділок після Русального тижня справлялися «проводи русалок» — Проводó, Розирги. Ця традиція характерна зокрема для східної частини Середнього й для Східного Полісся. У цей день носили на кладовища вінки й співали русальних пісень. Подекуди виконували поминальну трапезу безпосередньо на Проводи русалок чи вже після них удома. Під час повернення з кладовища хлопці, вочевидь, щоб викликати дощі, намагалися пообливати дівчат водою. Іноді вважалося, що заквітчавши могили, слід чимдуж тікати додому, щоб не зловили русалки. На Русальний тиждень для русалок потрібно було вивішувати одяг. Побутувала пов'язана з русалками заборона на певні різновиди праці в цей час: обмазувати печі, мити і прибирати, купати дітей та купатися дорослим, ходити в поле, забивати кілки, працювати з полотном, золити одяг, шити.

## Галерея

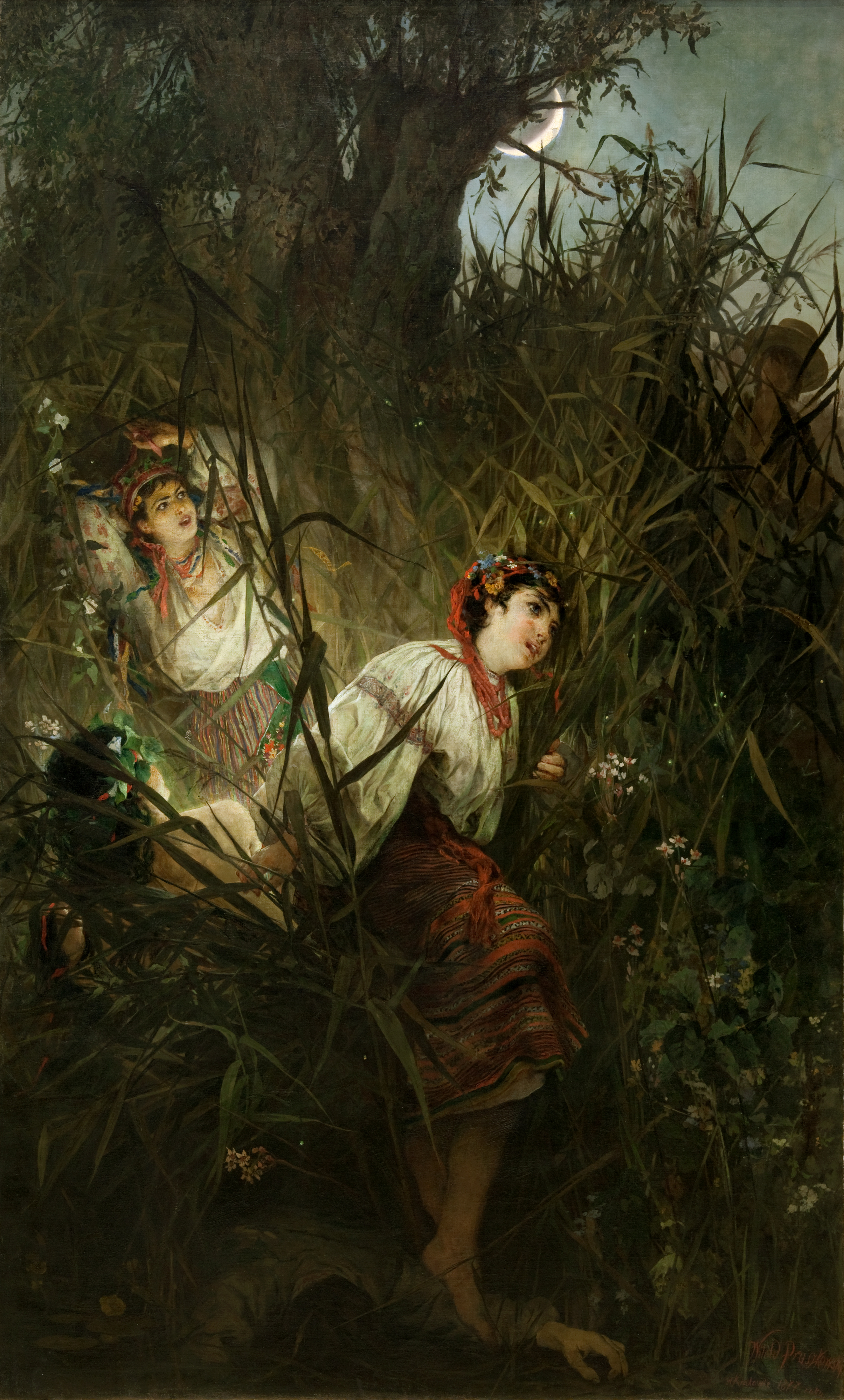
Вітольд Пружковський. Русалки, 1877
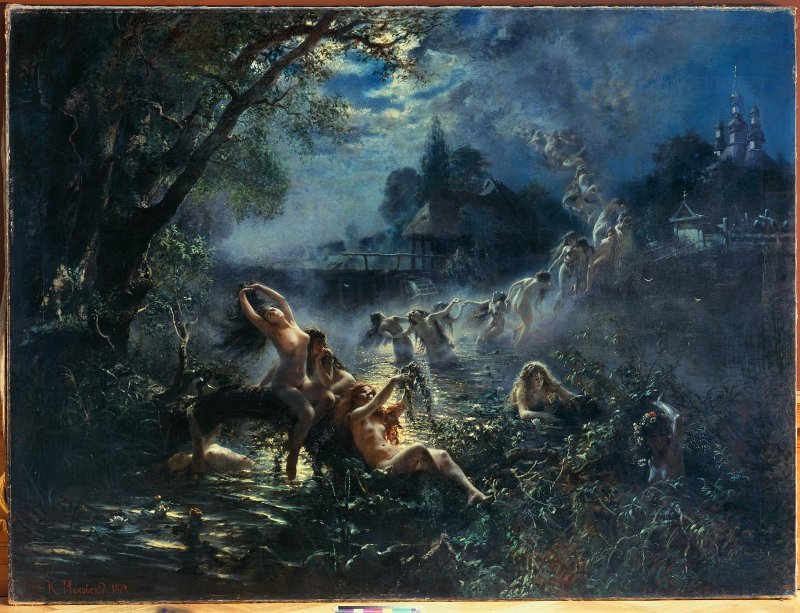
Костянтин Маковський. Русалки, 1879
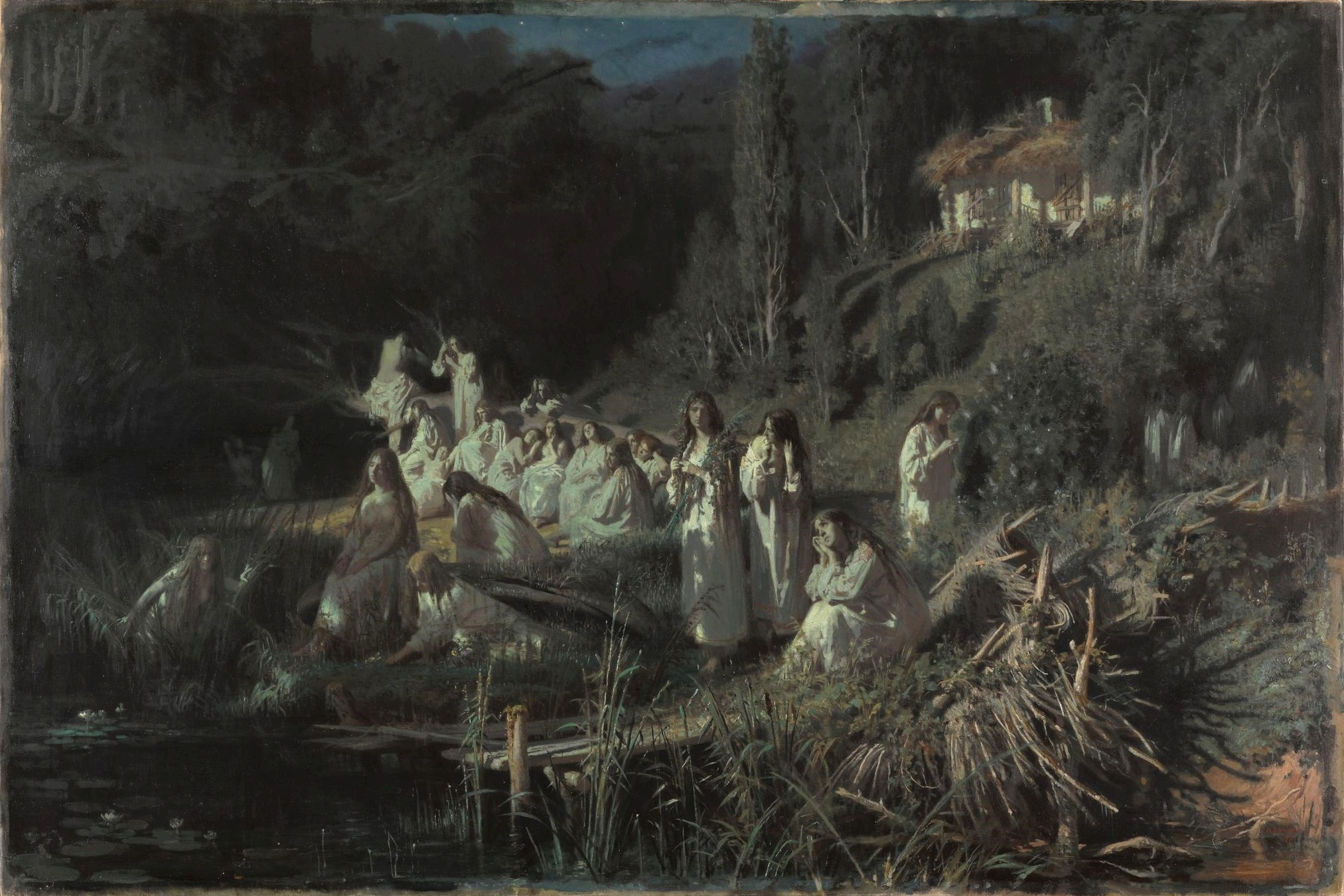
Русалки на картині Івана Крамського (1871)
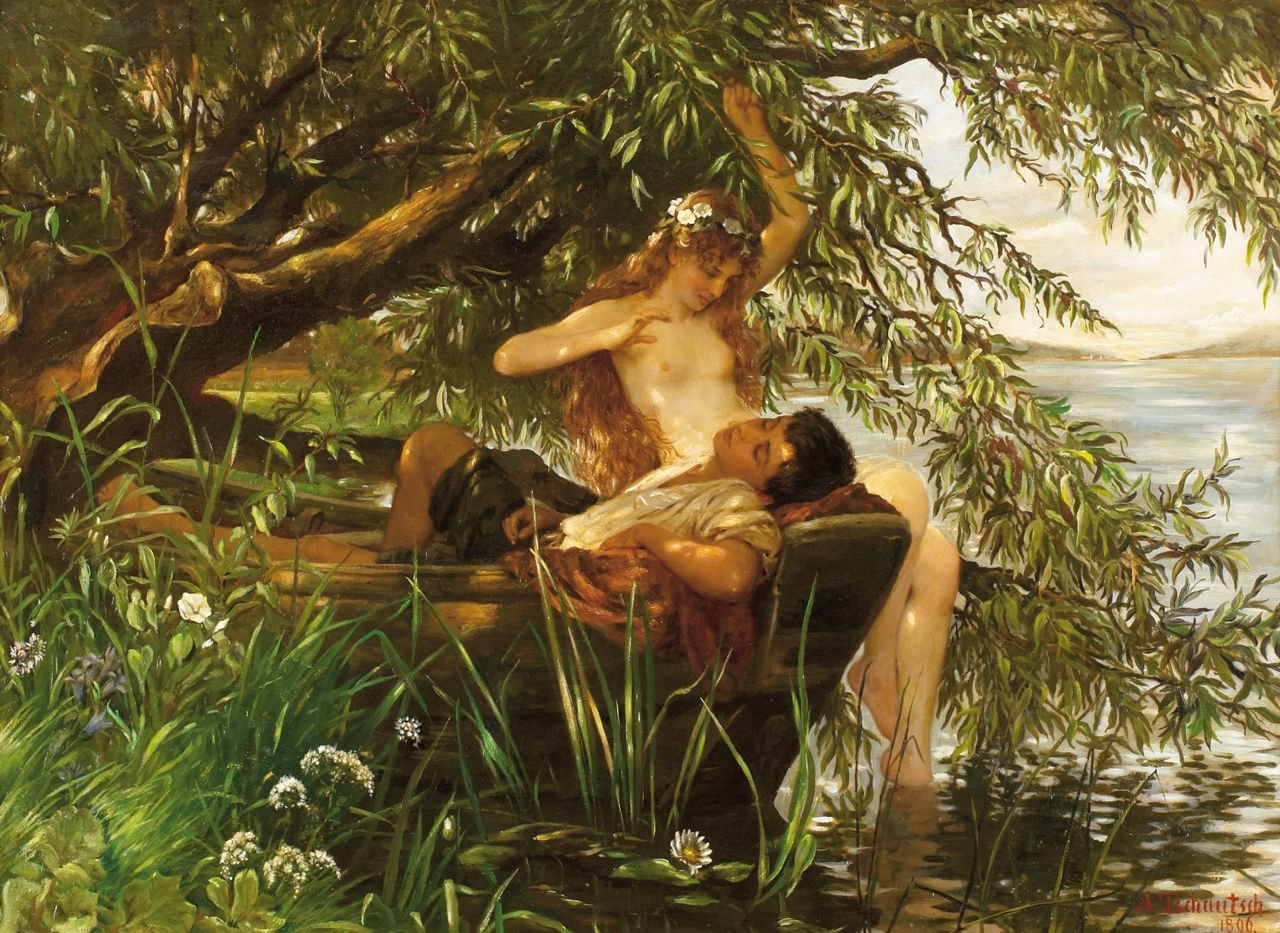
Альберт Чауч. Чари, 1896
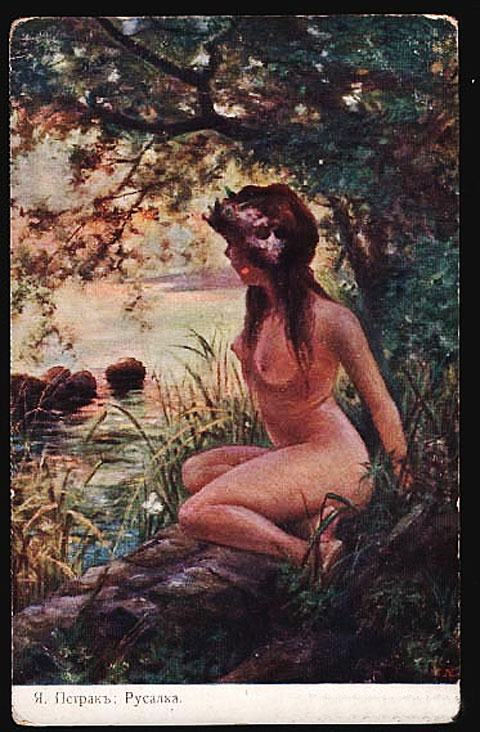
Ярослав Пстрак. Русалка (1916)